# Cleopatra Jones: licenza di uccidere
Cleopatra Jones: licenza di uccidere  è un film del 1973, diretto da Jack Starrett e girato a Los Angeles. 
Appartiene al filone della blaxploitation. Diede il via, insieme a Coffy, diretto da Jack Hill lo stesso anno e interpretato da Pam Grier, a un sottogenere della blaxploitation con protagoniste donne afroamericane forti e dure.
Il film lanciò l'attrice afroamericana Tamara Dobson, che due anni dopo interpretò anche il sequel Operazione casinò d'oro.

## Trama
Cleopatra Jones è un'agente speciale, che guida una Chevrolet Corvette Stingray "C3" del 1973, targata «Cleo», in lotta contro il traffico della droga. In Turchia fa distruggere una piantagione di papaveri, coltivati per la droga per ordine di Mommy, che è a capo di una potente organizzazione di spacciatori.
Tornata negli Stati Uniti, Cleopatra è vittima di un'aggressione da parte di alcuni uomini di Mommy: Cleo ha la meglio, a colpi di karate.
Intanto il poliziotto corrotto Purdy ha ordinato la chiusura del centro per tossicodipendenti che Cleo aiuta e, saputa la notizia, la ragazza dà la caccia a Purdy e dopo molte avventure riesce a smascherarlo e a sconfiggere Mommy. Alla fine, Cleo parte per nuove avventure.

## Distribuzione
Il film venne distribuito in Italia dalla Dear International nel dicembre 1973. Il doppiaggio venne affidato alla SAS.

### Slogan promozionali
- «She's "Ten Miles of Bad Road" For Every Hood in Town!»
«Ogni pappone in città la teme: "dieci miglia di ragazza da temere"!»;
- «6 feet 2" and all of it Dynamite!»
«2 metri e tutti di dinamite!»;
- «Cleo teaches drug traffickers the meaning of saying no!»
«Cleo insegnerà agli spacciatori cosa significa "dire no"!».

## Sequel
Nel 1975 al film venne dato il sequel Operazione casinò d'oro (Cleopatra Jones and the Casino of Gold), diretto da Charles Bail.

## Nella cultura di massa
- Il film è parodiato nella commedia Austin Powers in Goldmember, dove l'attrice e cantante Beyoncé interpreta un personaggio chiamato Cleopatra Foxxy.
- In Girl 6 - Sesso in linea, diretto da Spike Lee nel 1996, è presente una sequenza in cui la protagonista immagina di essere Cleopatra Jones e Foxy Brown.